# Эмбриогенез дрозофилы
Плодовая мушка Drosophila melanogaster была введена в качестве модельного организма в генетические эксперименты Томасом Морганом в 1909 году и до настоящего времени является одним из самых любимых модельных организмов среди исследователей, изучающих эмбриональное развитие животных. Малый размер, быстрая смена поколений, высокая плодовитость, прозрачность эмбрионов — делают дрозофилу идеальным объектом для генетических исследований.

## Жизненный цикл
Дрозофила имеет голометаболический жизненный цикл — три отдельных стадии постэмбрионального развития, отличающиеся строением тела: личинка, куколка и имаго. В ходе эмбриогенеза образуются структуры, необходимые для функционирования организма в течение этих фаз и перехода между ними. В результате эмбриогенеза формируется личинка мухи. Личинка содержит имагинальные диски — группы клеток, из которых затем образуются структуры имаго. На стадии куколки ткани личинки разрушаются, и из имагинальных дисков образуются ткани взрослого организма. Такое развитие называется развитием с полным метаморфозом.
Эмбриогенез дрозофилы уникален среди других модельных организмов тем, что дробление у неё неполное. В результате дробления образуется синцитий. Около 5000 ядер накапливаются в неразделенной цитоплазме и далее мигрируют к поверхности ооцита. Происходит целлюляризация — образование индивидуальных плазматических мембран, при этом обособляются клетки, окружающие желточный мешок. Первыми на заднем конце эмбриона отделяются полярные клетки (первичные половые клетки).
Как и у других трехслойных многоклеточных, гаструляция приводит к образованию трех зародышевых листков — энтодермы, мезодермы и эктодермы.
Мезодерма инвагинирует по вентральной бороздке. Средняя кишка образована эктодермой. Полярные клетки интернализуются другим образом. Зародышевая полоска удлиняется, задняя часть, включая заднюю кишку, растягивается и расширяется к переднему концу по спинной стороне зародыша. На ранних этапах сегментации образуются межсегментные бороздки. В момент формирования трахей появляются первые признаки дыхательной активности.
Втягивание зародышевой полоски возвращает заднюю кишку к спинной стороне заднего конца зародыша. Оставшиеся стадии включают в себя интернализацию нервной системы (эктодермального происхождения) и образование внутренних органов.

## Формирование передне-задней оси уDrosophila
Одним из наиболее изученных примеров формирования паттернов развития вдоль передне-задней оси является формирование передне-задней оси тела, зависящее от градиентов морфогенов, у плодовой мушки Drosophila melanogaster. Некоторые другие многоклеточные организмы используют сходные механизмы формирования осей тела, хотя относительное значение передачи сигнала между первичными клетками многих развивающихся организмов выше, чем в описанном случае.

### Гены материнского эффекта

Рис. 1. Распределение мРНК

Основа для формирования передне-задней оси закладывается во время формирования яйца (оогенеза), задолго до момента оплодотворения и откладки яиц.
Во время созревания ооцита питающие клетки(nursing cells) синтезируют большое количество РНК и белков, которые переносятся в созревающий ооцит по цитоплазматическим мостикам. Большинство этих молекул бывают необходимы в первые два часа эмбрионального развития дрозофилы, до начала транскрипции в зиготе.
Развивающийся ооцит имеет градиенты концентраций мРНК. Гены, которые кодируют такие мРНК, называют генами материнского эффекта. Bicoid и hunchback — это гены материнского эффекта, которые имеют особое значение в формировании передних частей зародыша дрозофилы (головы и груди). Nanos и Caudal — это гены материнского эффекта, которые определяют формирование задних брюшных сегментов зародыша дрозофилы.
В яйце микротрубочки реорганизуются в ходе оогенеза. Сначала центр организации микротрубочек находится у заднего полюса ооцита, и микротрубочки направлены своими ±концами к переднему полюсу ооцита. Однако перед формированием градиентов мРНК генов bicoid и nanos локализация центра организации и положение микротрубочек меняется на противоположное: в этот период они направлены своими ±концами к заднему полюсу яйца. мРНК гена bicoid связывается с микротрубочками и накапливается на переднем конце формирующихся яиц дрозофилы. В неоплодотворенных яйцах транскрипты находятся на самом кончике передней части яйца. Последние данные указывают на то, что сразу после оплодотворения образуется градиент мРНК в результате направленной диффузии мРНК в яйце, видимо, по периферической сети микротрубочек при участии белкового продукта гена Staufen.
мРНК Nanos связана с цитоскелетом яйца, но располагается на заднем конце яйца. мРНК генов Hunchback и caudal теряют системы контроля положения и распределяются практически равномерно в объеме яйца.

Рис. 2. Распределение белков

Когда мРНК генов материнского эффекта транслируется в белки, образуются градиенты белка Bicoid на переднем полюсе яйца и белка Nanos—на заднем полюсе. Белок Bicoid блокирует трансляцию мРНК белка caudal, и поэтому белковый продукт этого гена образуется только на заднем конце яйца. Белок Nanos связывает мРНК hunchback и блокирует её трансляцию на заднем конце эмбриона дрозофилы.

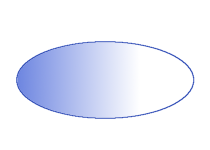
Рис. 3. Градиент bicoid

Белки Bicoid, Hunchback, и Caudal являются факторами транскрипции. Bicoid имеет ДНК-связывающий гомеодомен, который связывает ДНК и мРНК nanos. Bicoid связывается со специфической последовательностью на 3' нетранслируемом участке мРНК caudal и блокирует трансляцию.

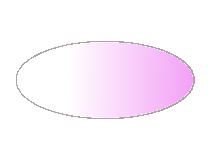
Рис. 4. Градиент nanos

Уровень белка Hunchback в раннем эмбрионе значительно увеличивается за счет трансляции мРНК, которая образована уже зиготой. В течение раннего эмбриогенеза дрозофилы происходит деление ядра без деления цитоплазмы. Множество образующихся ядер расходятся к периферии цитоплазмы. Экспрессия генов в этих ядрах регулируется белками Bicoid, Hunchback, и Caudal. Например, Bicoid является транскрипционным активатором гена hunchback.

## Применение
Использование направленного мутагенеза позволяет изменять функции генов и следить за изменениями в эмбриогенезе. Существуют способы маркировки белков дрозофилы флюоресцентными белками, например, (GFP). Таким образом можно следить за динамикой распределения белкового продукта в клетке. Геном дрозофилы полностью секвенирован. Исследователи могут найти ортологи интересующих генов в геноме дрозофилы и изучить их вклад в эмбриогенез.